# РПК-74

5,45-мм ручний кулемет Калашникова (РПК-74, Індекс ГРАУ — 6П18) — ручний кулемет, розроблений для заміни у військах Ручного кулемета Калашникова під патрон 7,62×39 мм в рамках системи стрілецької зброї під малоімпульсний патрон 5,45×39 мм. Прийнятий на озброєння в 1974 році разом з автоматом АК-74. В 1993 році, після створення автомата АК-74М, на Іжевському машинобудівному заводі і Вятско-полянському машинобудівному заводі «Молот», дотримуючись принципу уніфікації, провели відповідне доопрацювання РПК-74 до рівня РПК-74М. Також для експорту на базі РПК-74М розроблений варіант РПК-201 під патрон 5,56×45 мм НАТО, що використовує магазини від автомата АК-101 того ж калібру, і РПК-203 під патрон 7,62×39 мм.

## Історія створення
Наприкінці 60-х років стали наполегливіше висуватись вимоги до розробки патрона і, відповідно, зброї калібру в межах 5,45-5,6 мм. До цього часу США вже взяли на озброєння 5,56-мм автоматичну гвинтівку розробки Стоунера — М16А1. Від кулі зменшеного калібру очікувалося одержання ряду переваг перед кулею трилінійного калібру: підвищення початкової швидкості, настильності траєкторії її польоту, влучності і купчастості автоматичного вогню. А відповідне зменшення маси патрона давало можливість істотно збільшити переносний запас боєкомплекту. Радянські розробники патронів, мабуть, не без «оглядки» на 5,56-мм патрон американців вели роботу навколо близької до цього діаметра кулі. Іжевські зброярі виготовляли балістичну зброю для всебічних випробувань нового патрона.
Не чекаючи на повне відпрацювання патрона зменшеного калібру, ГРАУ оголошує конкурс і видає конструкторам заводів і КБ технічне завдання на проектування автоматів зі зменшеним калібром.
М. Т. Калашников зі своєю групою вирішили створити автомат на базі АКМ. Довгі і наполегливі пошуки виправдали себе. Постановою ЦК КПРС і РМ СРСР від 18.03.74 р. № 049 5,45-мм автомат АК-74 і ручний кулемет РПК-74 були прийняті на озброєння.

## Опис і будова
Незважаючи на високий ступінь уніфікації з автоматом АК-74, конструкція кулемета має суттєві відмінності, зумовлені специфікою застосування ручного кулемета як легкої зброї вогневої підтримки.
У РПК-74 довший, порівняно з автоматом, ствол і, відповідно, більша прицільна лінія для забезпечення більшої дальності ефективної стрільби. Дальність ефективної стрільби приблизно на 200 метрів більша за дальність АК-74 і приблизно на 400 метрів більша за дальність АКС-74У/АК- 105. Масивний ствол і посилений вкладиш ствольної коробки дозволяє вести вогонь з кулемета в інтенсивнішому режимі. Так, з РПК-74 допускається безперервний вогонь до 200 пострілів проти 150 пострілів для автомата.
На дуловій частині ствола РПК закріплені незнімні сошки з постійною висотою лінії вогню. Форма приклада запозичена у кулемета РПД.
Через напруженіший, в порівнянні з автоматом, режим стрільби (середня довжина черги 57 пострілів) для зменшення демаскуючого дульного полум'я, замість гальма компенсатора на дулову частину кулеметного ствола встановлюється щілинний полум'ягасник.
Для врахування, наприклад, вітрового зносу кулі чи виносу точки прицілювання по фронтально рухомій цілі на прицільній планці РПК-74 є механізм введення бічних виправлень.
Штатні кулеметні магазини підвищеної місткості (45 патронів) з успіхом використовуються і в комплекті з автоматом.
Для стрільби з кулемета застосовуються 5,45 мм патрони з звичайною (ПС), трасуючою (Т), підвищеної пробивності (ПП) і бронебійною (БП) кулями, а при заміні полум'ягасника втулкою холостої стрільби - холості (X).

### Принцип дії
Автоматична дія кулемета заснована на використанні енергії порохових газів, що відводяться від каналу ствола до газового поршня затворної рами.
При пострілі частина порохових газів, які виходять за кулею, спрямовуються через отвір у стінці ствола в газову камеру, де тиснуть на передню стінку газового поршня й відкидають поршень і затворну раму із затвором у заднє положення. При відході назад затвор відкриває канал ствола, витягає з набійника гільзу й викидає її назовні, а затворна рама стискає зворотну пружину й зводить курок. У переднє положення затворна рама із затвором повертається під дією зворотного механізму, затвор при цьому посилає черговий патрон з магазина в патронник і закриває канал ствола, а затворна рама виводить виступ (шептало) автоспуску з-під взводу автоспуску курка.
Замикання затвора здійснюється його поворотом вправо і заходженням бойових виступів затвора за бойові упори ствольної коробки. Якщо перекладач встановлений на автоматичний вогонь, то стрільба буде тривати доти, поки натиснуто спусковий гачок й у магазині є набої. Якщо перемикач встановлений на одиночний вогонь, то при натисканні на спусковий гачок відбудеться тільки один постріл; для здійснення наступного пострілу необхідно відпустити спусковий гачок і знову натиснути на нього.

## Варіанти та модернізації
- РПК-74 (Індекс ГРАУ — 6П18) — базовий варіант під патрон 5,45×39 мм;
  - РПК-74П (Індекс ГРАУ — 6П18П) — РПК-74 з оптичним прицілом 1П29;
  - РПК-74Н (Індекс ГРАУ — 6П18Н1) — РПК-74 з нічним прицілом НСПУ (1ПН34);
  - РПК-74Н2 (Індекс ГРАУ — 6П18Н2) — РПК-74 з нічним прицілом НСПУМ (1ПН58);
- РПКС-74 (Індекс ГРАУ — 6П19) — варіант зі складним прикладом під патрон 5,45×39 мм;
  - РПКС-74П (Індекс ГРАУ — 6П19П) — РПКС-74 з оптичним прицілом 1П29;
  - РПКС-74Н (Індекс ГРАУ — 6П19Н1) — РПКС-74 з нічним прицілом НСПУ;
  - РПКС-74Н2 (Індекс ГРАУ — 6П19Н2) — РПКС-74 з нічним прицілом НСПУМ;
  - РПКС-74Н3 (Індекс ГРАУ — 6П19Н3) — РПКС-74 з нічним прицілом без підсвічування НСПУ-3 (1ПН51);
- РПК-74М (Індекс ГРАУ — 6П39) — модернізований варіант, має такий ряд відмінностей:[3]

1. аналогічно АК-74М, цівка і ствольна накладка газової трубки виконані з ударостійкого склонаповненого поліаміду АГ-4В. Металеві деталі також захищені від корозії спеціальним покриттям.
2. збільшений ресурс ствола при стрільбі новим на момент модернізації патроном 7Н10 з кулею підвищеної пробивності (заявлений ресурс ствола — до 50 тисяч пострілів)
3. посилені ствольна коробка і її кришка. На лівій стінці ствольної коробки є планка для установки нічного або оптичного прицілу
4. упор напрямного стрижня зворотної пружини забезпечений упором, що утоплюється (для запобігання зриву кришки ствольної коробки при ударах і струсах)
5. кулемет забезпечений складаним вліво пластмасовим прикладом, фіксується у бойовому положенні кнопковою засувкою

- РПК-200:
  - РПК-201 (Індекс ГРАУ — 6П55) — експортний варіант під патрон 5,56×45 мм;
  - РПК-203 (Індекс ГРАУ — 6П8М) — експортний варіант під патрон 7,62×39 мм.

## Характеристики
Дальність ефективної стрільби становить:
- по одиночних наземних цілях — 600 м;
- по повітряних цілях — 500 м;
- по групових наземних цілях — 1000 м.

Дальність прямого пострілу:
- по грудній фігурі — 460 м;
- по фігурі що біжить — 640 м.

## Порядок збирання/розбирання кулемета
Неповне розбирання кулемета виконують для чищення, змащення й огляду зброї в такому порядку:
1. Відокремлюють магазин;
2. Перевіряють відсутність патрона в патроннику;
3. Виймають пенал приладдя з гнізда приклада (крім автоматів зі складними прикладами);
4. Відокремлюють шомпол;
5. Відокремлюють полум'ягасник;
6. Відокремлюють кришку ствольної коробки;
7. Відокремлюють поворотний механізм;
8. Відокремлюють затворну раму з затвором;
9. Відокремлюють затвор від затворної рами;
10. Відокремлюють газову трубку зі ствольною накладкою.

Збірка після неповного розбирання здійснюється в зворотному порядку.
Повне розбирання здійснюють для чищення при сильному забрудненні, а також для ремонту в такому порядку:
1. Проводять неповне розбирання;
2. Розбирають магазин;
3. Розбирають поворотний механізм;
4. Розбирають затвор;
5. Розбирають ударно-спусковий механізм;
6. Відокремлюють цівку.

Збирання після повного розбирання здійснюється в зворотному порядку.

## Оцінка

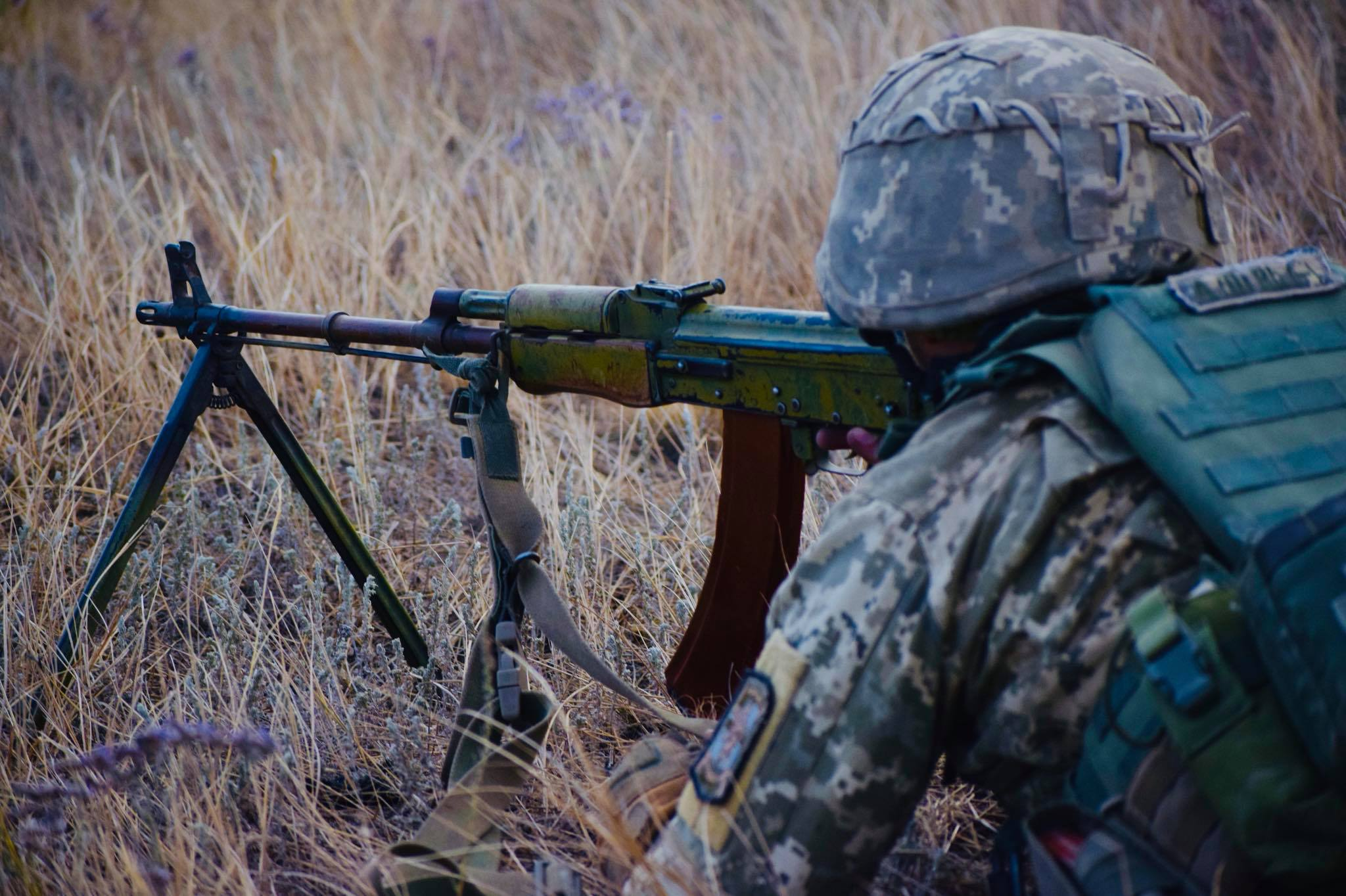
Вояк ВМС з РПК-74

У збройовій пресі нерідко згадується, що РПК за своїми експлуатаційно-технічними характеристиками та ефективності де-факто не належить до класу кулеметів, а є автоматичною гвинтівкою на сошках. Прийти до такого висновку дозволяють такі конструктивні особливості зразка, як боєпостачання з магазина порівняно невеликої місткості замість характерного для сучасних ручних кулеметів стрічкового, незнімний ствол без примусового охолодження, що не має необхідної для стрільби довгими чергами живучості, тощо. У варіанті РПК-74М гарантійний ресурс становить 20-25 000 пострілів, а ресурс ствола — 50 000 пострілів. На практиці РПК нерідко використовувався саме як автоматична гвинтівка для стрільби з рук.
Подібно до свого попередника, РПК-74 значно поступається за вогневою потужністю закордонним малокаліберним ручним кулеметам (наприклад, вельми поширеній у світі FN Minimi), оскільки не має змінного ствола, стріляє із закритого затвора і має магазини обмеженої ємності. Його основні переваги: уніфікація з базовим автоматом, невелика маса і порівняно невисока вартість.
Слід зазначити що Ручний кулемет Калашникова (і РПК-74) не єдиний такого роду кулемет, в різних країнах в різний час створювалися і застосовувалися/застосовуються різні аналогічні ручні кулемети засновані на раніше створених автоматах, наприклад: американський M16 HBAR на основі M16, німецькі HK MG36 на основі HK G36 і HK M27 JAR на основі HK 416, британський L86A2 LSW на основі L85A2 (зроблений на замовлення фірмою Heckler & Koch для британської армії), китайський QBB-95 на основі QBZ-95, ізраїльський IMI Galil ARM на основі Галіл, австрійський Steyr AUG HBAR на основі Steyr AUG, тощо. Однак варто зауважити, що M27 JAR і Steyr AUG HBAR мають замінні на відміну від РПК-74 стволи.